# Faustkeil von Hochdahl
Der Faustkeil von Hochdahl ist ein auf mehr als 250.000 und bis zu 340.000 Jahre datiertes Steinwerkzeug aus Quarzit, das bei Hochdahl, Kreis Mettmann in Nordrhein-Westfalen entdeckt wurde. Daher wird er der Epoche des Homo heidelbergensis zugeschrieben. Jürgen Richter ordnete ihn den Werkzeugen zu, die vor Erfindung der Levalloistechnik entstanden.
Tierische Überreste wurden 1927 in einem Steinbruch am linken Ufer der Düssel nahe bei Hochdahl entdeckt. Der Faustkeil gehört zu den Artefakten, die H. Reim 1928 dort ausgrub. Die Faunenreste ließen eine maximale Rückdatierung bis in den Holsteinkomplex zu.
Der Faustkeil befindet sich heute im Rheinischen Landesmuseum Bonn und gilt als eines der ältesten Werkzeuge Nordrhein-Westfalens.